# باشگاه فوتبال کنکوردیا
باشگاه فوتبال کنکوردیا (انگلیسی: HŠK Concordia) یک باشگاه فوتبال در شهر زاگرب بود که در سال ۱۹۰۶ تأسیس و در سال ۱۹۴۵ منحل شد. این باشگاه سابقه ۲ قهرمانی در لیگ دسته اول فوتبال یوگسلاوی (۱۹۲۳–۱۹۴۰) را در کارنامه دارد.